# Luc Agbala
Luc Agbala (Kandé, 1947. szeptember 23. – Párizs, 2010. október 18.) válogatott togói labdarúgó, csatár, nemzetközi labdarúgó-játékvezető

## Pályafutása

### Labdarúgóként
A Togolese Championnat National bajnokságában 1966–1972 között Dynamic Togolais egyesülettel 1970-ben és 1971-ben bajnoki címet szerzett. 1972–1977 között a Étoile Filante du Togo egyesületében csatár poszton játszott. A togói labdarúgó-válogatottban 11 alkalommal szerepelt. A válogatottal részt vett az 1972-es afrikai nemzetek kupája labdarúgó tornán, ahol a csoportmérkőzéseknél nem jutottak tovább.

### Nemzeti játékvezetés
A játékvezetői vizsgát 1977-ben tette le, majd gyors tempóba haladt az alacsonyabb bajnokságok bírójaként. Nemzeti labdarúgó-szövetségének megfelelő játékvezető bizottságai minősítése alapján jutott magasabb osztályokba. Togolese Championnat National játékvezetője. Az I. Liga játékvezetőjeként 1992-ben vonult vissza. A küldési gyakorlat szerint rendszeres partbírói szolgálatot végzett.

### Nemzetközi játékvezetés
A Togói labdarúgó-szövetség (FTF) Játékvezető Bizottsága (JB) terjesztette fel nemzetközi játékvezetőnek, a Nemzetközi Labdarúgó-szövetség (FIFA) 1980-tól (tartotta) tartja nyilván bírói keretében. A FIFA JB központi nyelvei közül a franciát beszéli. Több nemzetek közötti válogatott és Európa-liga klubmérkőzést vezetett, vagy működő társának partbíróként segített. A  nemzetközi játékvezetéstől 1992-ben búcsúzott.

#### Labdarúgó-világbajnokság
A világbajnoki döntőkhöz vezető úton Mexikóba a XIII., az 1986-os labdarúgó-világbajnokságra a FIFA JB játékvezetőként alkalmazta. Selejtező mérkőzéseket a CAF zónában vezetett.

##### 1986-os labdarúgó-világbajnokság

###### Selejtező mérkőzés
| Időpont          | Helyszín                 | Mérkőzés típusa           | Mérkőzés             | Eredmény |
| ---------------- | ------------------------ | ------------------------- | -------------------- | -------- |
| 1984. június 30. | Városi Stadion, Freetown | előselejtező (7. csoport) | Sierra Leone–Marokkó | 1 – 1    |

#### Nyugat Afrikai Nemzetek Kupája
Libéria rendezte az 5., az 1987-es nyugat-Afrikai Nemzetek Kupája labdarúgó tornát, ahol a CAF JB bíróként vette igénybe szolgálatát.
| Időpont           | Helyszín                 | Mérkőzés típusa              | Mérkőzés             | Eredmény |
| ----------------- | ------------------------ | ---------------------------- | -------------------- | -------- |
| 1967. október 28. | Városi Stadion, Monrovia | csoportmérkőzés (1. csoport) | Libéria–Burkina Fasó | 2 – 0    |

## Sportvezetőként
Labdarúgó, majd játékvezetői pályafutását befejezve a Stade Omnisports de Lomé ügyvezető igazgatója lett. Tagja a Togói labdarúgó-szövetségnek, elnöke a Játékvezető Bizottságnak.